# Pegesimallus vansoni
Pegesimallus vansoni är en tvåvingeart som beskrevs av Jason Gilbert Hayden Londt 1980. Pegesimallus vansoni ingår i släktet Pegesimallus och familjen rovflugor.
Artens utbredningsområde är Zimbabwe. Inga underarter finns listade i Catalogue of Life.